# Paradoxa de Peto
La paradoxa de Peto és l'observació segons la qual la incidència del càncer no es correlaciona amb el nombre de cèl·lules d'un organisme entre les diferents espècies. Per exemple, la incidència del càncer en éssers humans és molt més alta que en les balenes, malgrat que una balena té moltes més cèl·lules que un ésser humà. Si la probabilitat de carcinogènesi fos constant per a totes les cèl·lules, s'esperaria que les balenes tinguessin una incidència més alta de càncer que els éssers humans.

## Formulació original
L'epidemiòleg estadístic de la Universitat d'Oxford Richard Peto va ser el primer a formular la paradoxa l'any 1977. Escrivint una visió general del model multi-etapa del càncer, Peto va observar que, en una base de cèl·lula per cèl·lula, els éssers humans eren molt menys susceptibles al càncer que els ratolins:
| «                                                  | Un home té 1000 vegades més cèl·lules que un ratolí... i en general viuen com a mínim 30 vegades més temps que els ratolins. L'exposició dels dos organismes a riscos similars de carcinoma, l'un 30 vegades més temps que l'altre, suposaria potser 304 o 30⁶ (és a dir, un milió o mil milions) de vegades el risc d'inducció de carcinoma per cèl·lula epitelial. Sembla però que, en la naturalesa, les probabilitats d'inducció de carcinoma en ratolins i en els homes no són molt diferents. Són les nostres cèl·lules mare de veritat, llavors, milions de vegades més resistents al càncer que les cèl·lules mare murines? Això és biològicament bastant inversemblant; si l'ADN humà no és més resistent a la mutagènesi in vitro que l'ADN de ratolí, per què no tots morim de múltiples carcinomes a una edat prematura? | » |
| — Richard Peto, Epidemiology and Multistage Models | |   |

Peto va arribar a suggerir que les consideracions evolutives eren probablement les responsables de la variació de les taxes de carcinogènesi per cèl·lula entre les diferents espècies.

## Evidències de la paradoxa
Entre els membres d'una mateixa espècie, el risc de càncer i la mida de cos semblen estar correlacionats positivament, fins i tot tenint altres factors de risc sota control. Un estudi longitudinal de 25 anys de 17,738 funcionaris britànics mascles, publicat el 1998, mostrava una correlació positiva entre entre l'alçada i la incidència de càncer amb un elevat grau de confiança estadística, fins i tot després de controlar factors de risc com el tabaquisme. Un estudi similar de 2011 de més d'un milió de dones britàniques va trobar fortes evidències estadístiques d'una relació entre càncer i alçada, fins i tot després de controlar un nombre de factors de risc socioeconòmics i de comportament. Una anàlisi de 2011 sobre les causes de mort de 74,556 gossos domèstics nord-americans va trobar que la incidència de càncer era més baixa en les races més petites, confirmant els resultats d'estudis anteriors.
A través d'espècies, tanmateix, la relació es trenca. Un estudi de 2015, utilitzant dades de necròpsies realitzades pel Zoològic de San Diego, va examinar resultats de 36 espècies diferents de mamífers, que abastaven un rang de mides entre els 51 grams del ratolí ratllat i els 4.800 quilograms de l'elefant, gairebé 100,000 vegades més gran. L'estudi no va trobar cap relació entre la mida del cos i la incidència de càncer, oferint suport empíric a l'observació inicial de Peto.

## Consideracions evolutives
L'evolució de la pluricel·lularitat ha requerit la supressió del càncer en certa manera i s'han trobat connexions entre els orígens de la pluricel·lularitat i el càncer. Per tal de construir cossos més gran i més longeus, els organismes van requerir una supressió del càncer més gran. L'evidència suggereix que els organismes grans, com els elefants, tenen més adaptacions que els permeten per eludir càncer. La raó que organismes de mida intermèdia tinguin relativament pocs d'aquests gens pot ser degut al fet que l'avantatge d'impedir el càncer que aquests gens oferien era, per als organismes de mida moderada, compensat pels seus desavantatges, particularment fertilitat reduïda.
Diverses espècies han evolucionat mecanismes diferents per suprimir el càncer. Un article a Cell Reports del gener de 2015 afirmava haver trobat gens en la balena de Groenlàndia (Balaena mysticetus) que poden ser associats amb la longevitat. Alhora, un segon equip d'investigadors va identificar un polisacàrid en la rata talp nua que apareixia per blocar el desenvolupament de tumors. L'octubre de 2015 dos estudis independents van mostrar que els elefants tenen 20 còpies del gen supressor tumoral TP53 en el seu genoma, mentre que els éssers humans i altres mamífers en tenen només un. Recerques addicionals van mostrar que en l'ADN de mamuts conservats es trobaven 14 còpies del gen, però només una còpia del gen en l'ADN de manatís i damans, els parents vivents més propers de l'elefant. Els resultats suggereixen una relació evolutiva entre la mida de l'animal i la supressió de tumors, tal com Peto havia teoritzat.

## Consideracions metabòliques i de mida cel·lular
Un article de 2014 a Evolutionary Applications de Maciak i Michalak feia èmfasi en el que ells van anomenar "una relació àmpliament subestimada entre la mida de cèl·lula i tant el metabolisme com els índexs de divisió cel·lular a través d'espècies" com els factors claus subjacents a la paradoxa, i va concloure que "els organismes més grans tenen cèl·lules més grans amb divisions més lentes amb menor rotació d'energia, reduint significativament el risc d'iniciació de càncer."
Maciak i Michalak argumenten que la mida de la cèl·lula no és uniforme al llarg de les espècies de mamífers, fent que la mida del cos sigui una aproximació imperfecta pel nombre de cèl·lules en un organisme (per exemple, les glòbuls vermells dels elefants són quatre vegades més grans que els de les musaranyes). A més, les cèl·lules més grans es divideixen més lentament que les més petites, una diferència que s'agreuja exponencialment durant la vida de l'organisme. Menys divisions de cèl·lula signifiquen menys oportunitats per mutacions canceroses, i els models matemàtics d'incidència de càncer són altament sensible als índexs de divisió cel·lular. A més, els animals més grans generalment tenen índexs metabòlics basals més baixos, seguint una relació logarítmica inversa ben definida. En conseqüència, les seves cèl·lules incorreran en menys dany al llarg del temps per unitat de massa de cos. Combinats, aquests factors poden explicar molt de l'aparent paradoxa.

## Recerca mèdica
L'habilitat aparent dels animals més grans per suprimir el càncer al llarg d'un gran nombre de cèl·lules ha esperonat un camp actiu de la recerca mèdica. En un experiment, ratolins de laboratori van ser genèticament alterats per expressar antígens tumorals TP53 actius, similars als trobats en elefants. Els ratolins mutats van exhibir un increment en la capacitat de supressió tumoral, però també van mostrar signes d'envelliment prematur.